# Râmnicu Vâlcea
Râmnicu Vâlcea este municipiul de reședință al județului Vâlcea, Oltenia, România, format din localitățile componente Aranghel, Căzănești, Copăcelu, Dealu Malului, Poenari, Priba, Râmnicu Vâlcea (reședința), Râureni, Stolniceni și Troian, și din satele Fețeni, Goranu, Lespezi și Săliștea.
Are o populație de aproximativ 93.000 de locuitori (2021) fiind al doilea cel mai populat oraș din Oltenia. Se află așezat într-un punct geografic aproape central al României, nod de întâlnire a trei importante drumuri naționale (DN7, DN64 și DN67) și unul european (E81). Acestea fac ca municipiul să fie legat direct cu traseul București – Pitești – Sibiu – Cluj – Oradea – Budapesta (E81), cu municipiul Târgu-Jiu (DN67) și municipiile Drăgășani – Caracal (DN64). Tot odată acestă infrastructură națională prin ramificațiile ei, drumurile județene (DJ), leagă reședința județului de restul localităților. De asemeni, calea ferată face legătura cu Sibiu (la nord) și Piatra Olt (sud) și apoi Craiova sau Caracal-Roșiori de Vede-București.

## Așezare geografică
Municipiul Râmnicu Vâlcea se află așezat pe partea dreaptă a râului Olt, în partea de nord-est a Olteniei. Se găsește la o altitudine de 240-350 m. Are ca vecinătăți următoarele localități: la est comunele Budești și Blidari, la nord comunele Bujoreni și Dăești, la vest comuna Vlădești și orașul Ocnele Mari, iar la sud orașul Băbeni. Poziția sa geografică determină și temperatura care aproape mereu este călduroasă, clima fiind temperat continentală.
Orașul este situat pe celebra paralelă 45 (45º06’N), la jumătatea distanței dintre Ecuator și Polul Nord. Pe aceeași latitudine se mai află, printre altele: Grenoble (Franța), Bordeaux (Franța), Torino (Italia), Golful Veneției (Italia), Belgrad (Serbia), Ploiești (România), Simferopol Peninsula Crimeea, (Ucraina), Krasnodar (Rusia), Marea Aral (Uzbekistan), Provincia Autonomă Xinjiang (China), Mongolia, Insula Hokkaido (Japonia), granița dintre Statul Montana și Statul Wyoming (S.U.A.), Lacul Michigan (S.U.A.), Lacul Huron (Canada), Statul New York (S.U.A.), Statul Quebec (Canada).

## Etimologie
La origine, numele Râmnic provine din cuvântul râba din slava veche, care înseamnă „pește”; în limba română, râmnic sau râbnic desemnează un iaz sau un lac amenajat pe un râu pentru creșterea peștelui. Spre a evita posibilele confuzii, cancelaria din Țara Românească folosea numele de Râmnic „de pe Olt” pentru orașul din Oltenia și Râmnicu Sărat pentru cel din Muntenia. Numele actual al orașului Râmnicu Vâlcea a început să fie folosit în epoca modernă.
Vâlcea este un termen de origine latină. Cuvântul derivă  din latinescul “vallicella”, care înseamnă vale îngustă. De altfel, pe aici au trecut armatele romane ale împăratului Traian, de-a lungul văii a ceea ce odată se numea Alutus (astăzi Olt). Astfel, Vâlcea este interpretat ca fiind “locul din vale” sau începutul regiunii “valea Oltului”, municipiul Subcarpatic fiind situat aproape de baza munților.
Ref: https://en.wiktionary.org/wiki/vâlcea

## Istoric
Orașul scăldat de apele bătrânului Alutus este o veche așezare venită din umbra timpului, istoria sa milenară fiind atestată de săpăturile arheologice găsite în cartierele Valea Răii și Stolniceni. Aici romanii au construit cetăți (castre) durabile care prin vestigiile lor atestă continuitatea de veacuri a așezării.
Prima mențiune documentară datează din 20 mai 1388, când Mircea cel Bătrân confirma mănăstirii Cozia stăpânirea la Râmnic a unei mori, dăruită de Dan I, și a unei vii, pe care o făcuse danie jupanul Budu, cu voia lui Radu I. Prima atestare ca oraș este din 4 septembrie 1389, când Mircea cel Bătrân menționa într-un hrisov că se află în „orașul domniei...numit Râmnic”.

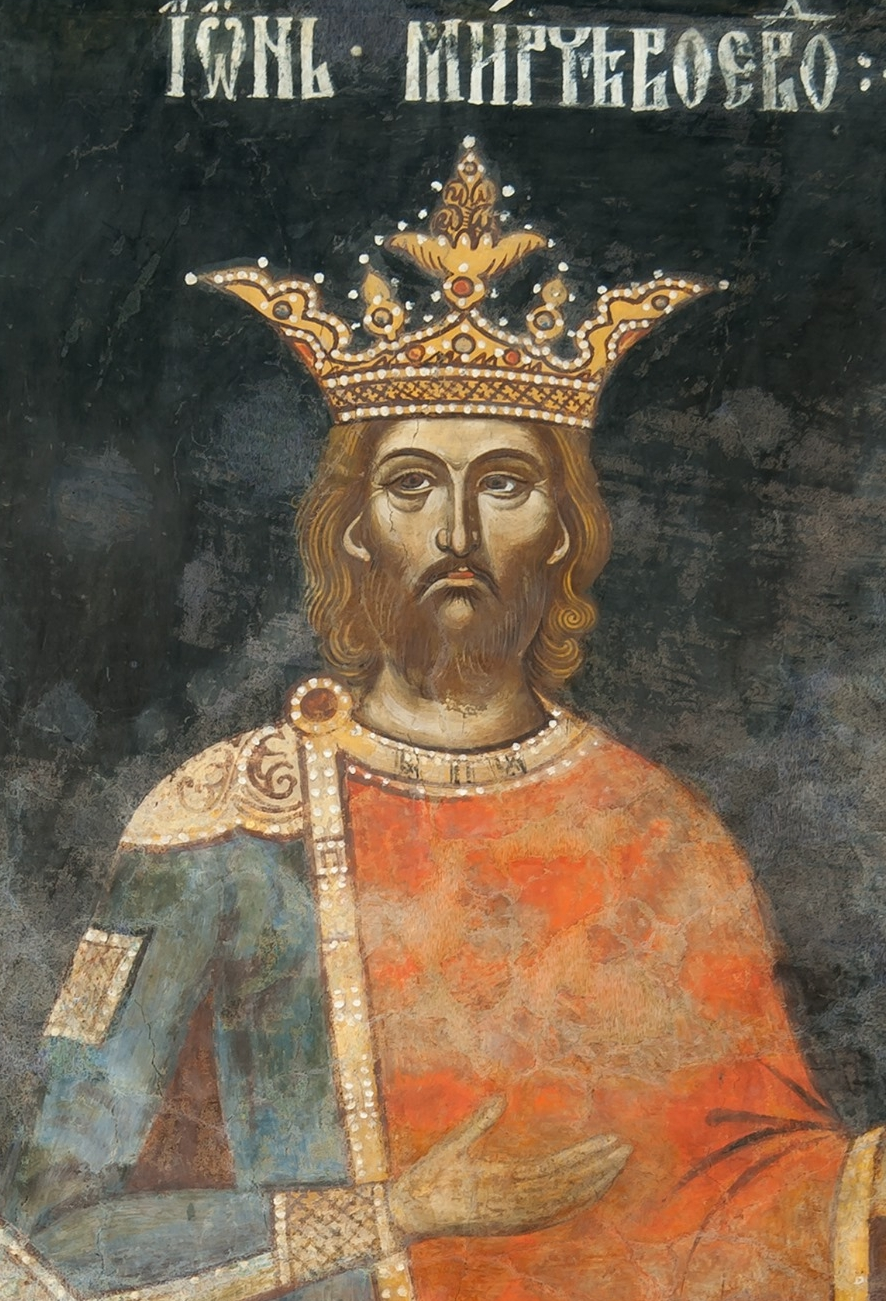
Mircea cel Bătrân domnul care a menționat „orașul domniei...numit Râmnic”

În centrul orașului, se găsesc ruinele curții domnești a lui Mircea cel Bătrân, prezențe materiale vii ale marelui voievod în această așezare; aici a semnat documentul de atestare a județului Vâlcea la 8 ianuarie 1392, fiind primul județ atestat documentar. Din vechea și măreața cetate se mai pot vedea astăzi doar zidurile care înconjoară parcul central, numit Mircea cel Bătrân în cinstea voievodului.
"Jupan Ștefin județ" este primul conducător al Râmnicului menționat documentar, de la care s-a păstrat primul sigiliu al localității.
Sigiliul orașului datează din 1505 fiind, după cum arată istoricul A. Sacerdoțeanu, „unul dintre cele mai vechi sigilii orășenești din Țara Românească”.
Că Râmnicu Vâlcea era oraș domnesc, reiese și dintr-un document al domnitorului primei uniri a provinciilor românești, Mihai Viteazul, care numea orașul astfel: „orașul domniei mele la Râmnic”.
Tot așa, Matei Basarab menționa că am fost la preumblere peste Olt la orașul domniei mele la Râmnic. Sub domnia lui în anul 1643, pe iazul morilor (asanat pe la sfârșitul anilor 1970) se construiește prima moară (fabrică) de hârtie, de către boierii Rudeni.
Pe dealul care străjuiește orașul în partea de nord, în Cetățuia construită pe el la 2 ianuarie 1529 este asasinat de către boierii Neagoe și Drăgan, domnitorul Radu de la Afumați.
Cetățuia, care este un fel de simbol al orașului, este un mic fort construit prin secolul al XIV-lea sau secolul al XV-lea pentru a păzi reședința olteană a domnilor, scaun obișnuit al Banilor și a noii episcopii.
Numeroase documente arată că prin oraș au trecut Doamna Chiajna, Constantin Brâncoveanu, Pătrașcu cel Bun, Radu cel Frumos, Radu Paisie.
Ocuparea Olteniei de către austrieci în perioada 1718–1739, implicit și a Râmnicului, a dus la incendierea urbei și transformarea ei în fortăreață de apărare.
Radu cel Mare la 1504 înființează la Râmnic o episcopie numită Episcopia Râmnicului - Noul Severin, fapt ce este semnalat și de Paul de Alep în notele de călătorie ale sale în țările române. Însă atestarea documentară a acestei episcopii cu titulatura completă datează din timpul lui Mihnea Turcitul la 29 decembrie 1590. Construcția nouă a episcopiei, ridicată la 1639, a fost distrusă de un incendiu provocat odată cu năvălirea turcilor din 1737. Tot așa s-a întâmplat și în 1847. Construcția existentă a fost ridicată între anii 1850 – 1856, iar picturile interioare sunt făcute de Gheorghe Tattarescu, purtând amprenta realismului italian. Noua construcție este ridicată prin strădania episcopului de Vâlcea Calinic primind denumirea de Catedrala Episcopală „Sfântul Nicolae”.

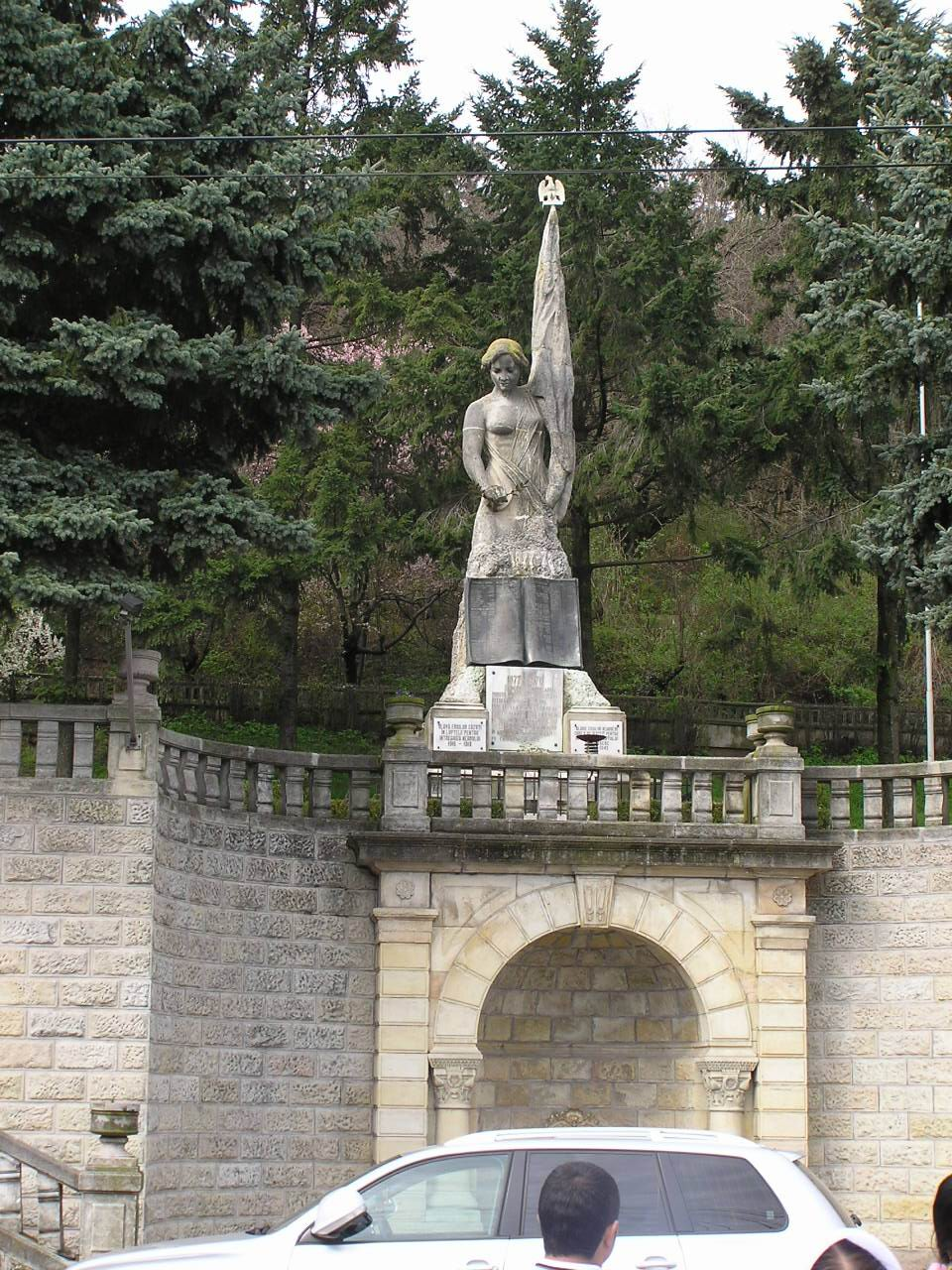
Monument, în memoria independenței de sub Imperiul Otoman (1915)

La Râmnicu Vâlcea, la 1705 Antim Ivireanul, unul dintre cei mai buni tipografi ai vremii, a fost hirotonisit ca episcop cu Sfatul și cu voia prea luminatului și învățatului domn Constantin Brâncoveanu. Urmare a acestei numiri, în secolul al secolul al XVIII-lea la Râmnic se desfășura o bogată activitate culturală, datorată cărturarului Antim Ivireanul, cel care a pus aici bazele unei tipografii în care au fost tipărite mai multe lucrări în limba română. Primele cărți tipărite au fost Tomul bucuriei și Antologhion.
Istoricul Nicolae Iorga a denumit Râmnicul capitală a tipografiilor, iar un capitol al lucrării sale „Literatura română veche” este numit „Epoca lui Chesarie de Râmnic”.
Au ieșit de sub tipar în continuare „Gramatica slavonească” (1755), „Trâmbița românească” (1769), ciclul „Mineelor” (1776 -1780), întâia ediție a „Observații sau băgări de seamă asupra regulelor și orânduelelor gramaticii românești” a lui Ienăchiță Văcărescu (1787) și multe altele.
Alt important cărturar al Râmnicului, episcopul Damaschin, reușește tot în această perioadă să contribuie la românizarea aproape a tuturor cărților, traducând aproape întreaga literatură a timpului. În urma sinodului din 28 noiembrie 1719 ținut la mănăstirea Horezu (sau Hurezi), episcopul Damaschin propune înființarea a două școli: una românească la Râmnic și una latinească la Craiova.
Tot la Râmnic, la începutul secolului al XVIII-lea, s-a deschis o școală de artă, mai precis de zugravi sub conducerea lui Ioan Zugravul
La 29 iulie 1848, în parcul Zăvoi, se intonează pentru prima dată cântecul Deșteaptă-te, române! compus de Anton Pann pe versurile poeziei „Un răsunet” de Andrei Mureșanu, la ceremonialul organizat pentru cinstirea victoriei revoluției și sfințirea stindardelor libertății naționale. Peste ani, în urma revoluției din decembrie 1989, „Deșteaptă-te, române!” a devenit imnul național al României.

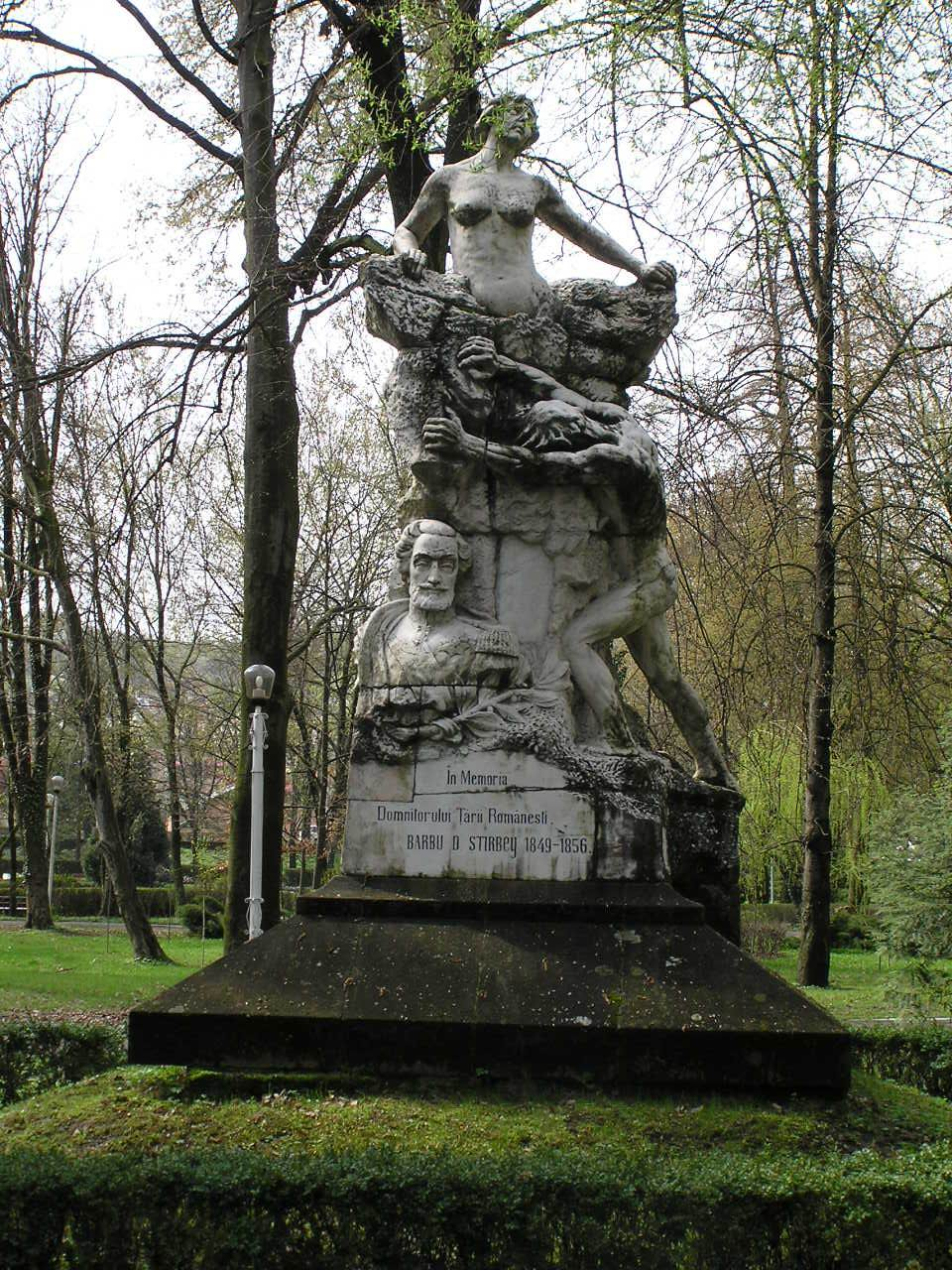
Monument în memoria lui Dimitrie Știrbei, în Parcul Zăvoi (1920)

La Râmnicu Vâlcea a trăit bunicul dinspre mamă al poetului Octavian Goga, preotul Ion Bratu, care jucase un rol important în evenimentele revoluționare ale anului 1848.
Anton Pann a fost un membru marcant al comunității orașului. Locuința condeierului și tipografului a fost casa în formă de mansiune (culă, în serbește) din actuala stradă Știrbei Vodă, azi Muzeul memorial Anton Pann. Din acest loc, Pann pleca pe drumurile județului, către satele care i-au oferit inspirația folclorică necesară desăvârșirii operei sale. Anton Pann a fost cel care a pregătit formația corală care a intonat pentru prima dată Deșteaptă-tă, române!.

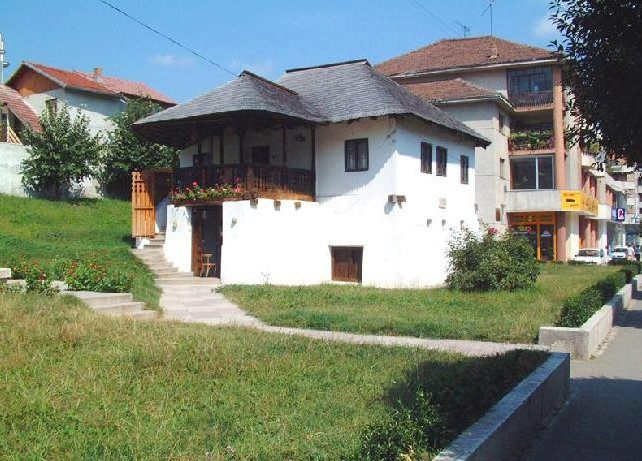
Muzeul memorial „Anton Pann“

Au mai trecut prin oraș de-a lungul anilor, în diferite călătorii, Grigore Alexandrescu, Alexandru Odobescu, Mihai Eminescu, Alexandru Vlahuță, dar și Ion Luca Caragiale in calitatea de revizor școlar.
Un eveniment de seamă din istoria orașului este că în anul 1920, la 1 iulie, are loc Primul congres al Ligii culturale după realizarea României Mari după Primul Război Mondial. Această manifestare este prezidată de Nicolae Iorga.
În timpul Rebeliunii Legionare din 1941 elevii înarmați de la Seminarul „Sfântul Nicolae” conduși de directorul Gheorghe Doară și de preotul Stoinac s-au baricadat în clădirea seminarului amenințând că îl aruncă în aer. Preotul Doară era un antisemit vocal și comandant legionar de Vâlcea; încă înainte de rebeliune elevi ai seminarului vandalizaseră sinagoga din localitate. După rebeliune Antonescu a ordonat închiderea seminarului și a dispersat personalul și elevii la alte seminarii și mănăstiri.

## Dezvoltarea socio-culturală-economică a municipiului
Nu trebuie neglijat faptul că dezvoltarea orașului este strâns legată și de dezvoltarea sa economico-industrială. Pomeneam mai sus de existența primelor fabrici de hârtie și a tipografiilor cu o importanță deosebită în dezvoltarea socio-culturală atât a urbei, cât și a ținutului adiacent. Dar acest fapt nu era de ajuns. Orașul la sfârșit de veac XIX, început de veac XX, cu o populație cifrată la circa 7600 locuitori, era cunoscut ca un important centru comercial și manufacturier. Astfel, se găseau aici mai multe fabrici de cărămidă, de țigle și teracotă, fabrici de paste făinoase, mori pentru cereale și multe ateliere meșteșugărești. Avea apoi să se adauge o fabrică de tăbăcirea pieilor de animale și încălțăminte.
Tot în această perioadă, orașul era reședința județului Vâlcea, precum și reședință episcopală. Se mai găseau aici de asemenea Regimentul 2 Dorobanți Vâlcea, o școală primară de băieți și o alta de fete, un oficiu poștal (cu o clădire superbă care se păstrează în mod excepțional și astăzi), un spital (tip „Carol Davila”, care de asemenea se mai păstrează), o farmacie, o sală de teatru (fosta sală „Adriani” care s-a demolat din cauza rezistenței precare în anul 1958 – cam pe locul actualei săli a sindicatelor), sedii ale diferitelor bănci.
Dezvoltarea vieții economice a urbei și a ținutului duce la o cerință firească de oameni cu o pregătire deosebită, cu știință de carte, lucru care duce la înființarea unui „gimnaziu clasic”, care în amintirea ctitorului așezării a primit numele de „Mircea Vodă”. În anul 1911 a fost terminată prima aripă a clădirii ce peste ani va fi liceul „Alexandru Lahovari”, liceu care a luat ființă la 1 septembrie 1919, ca o cerință arzătoare a râmnicenilor.

Parcul Zăvoi

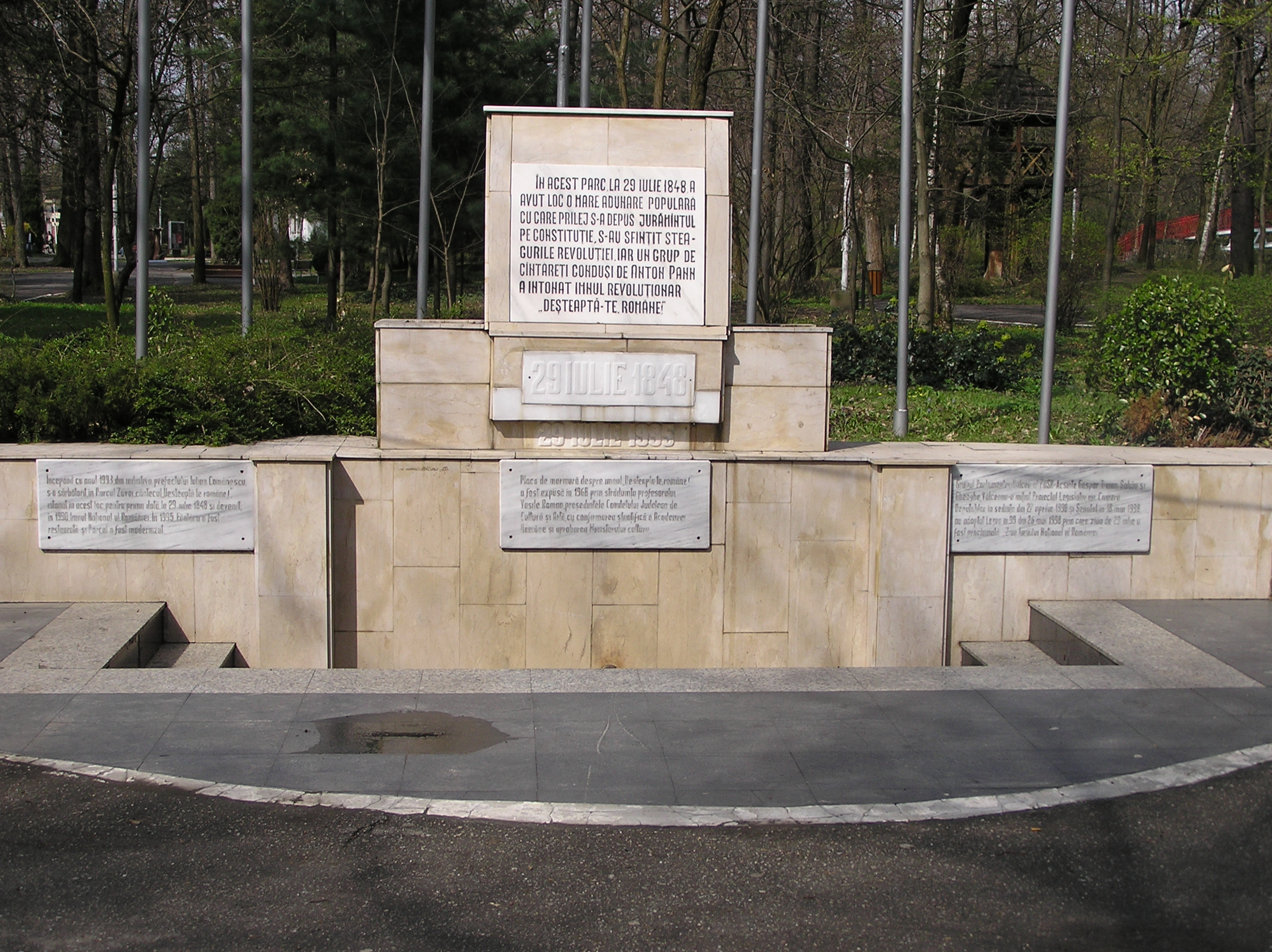
Monument memorial pentru adunarea populară din 29 iulie 1848, în Parcul Zăvoi

Anii '20 au adus orașului și un liceu de fete. De asemenea, ceea ce a însemnat un lucru important pentru viața spirituală atât a urbei, cât și a județului, a fost construirea Seminarului Teologic „Sfântul Nicolae”, de pe băncile căruia au ieșit mulți preoți și cantori de biserică. Printre directorii acestui seminar, om de mare valoare a vieții spirituale românești interbelice, fiu al județului Vâlcea, a fost de la 1 noiembrie 1932 și cel care a fost mai târziu patriarhul Justinian Marina. Patriarhul Justinian Marina a fost primul patriarh al Republicii Populare Române și a fost cel care a avut abilitatea și puterea ca Biserica Ortodoxă Română să nu fie desființată de noile autorități. Poate că și destinul și-a pus amprenta, dat fiind faptul că preotul Justinian Marina, parohul de la biserica „Sfântul Gheorghe” din Râmnicu Vâlcea, înlesnește adăpostirea în casa familiei Georgescu, strada Mihai Bravu nr. 3 (actual strada Pătrașcu Vodă) a nimeni altuia decât a evadatului din lagărul de la Târgu Jiu, comunistul Gheorghe Gheorghiu Dej, căutat de Siguranță.
După instaurarea noilor autorități la început populare, apoi socialiste sau comuniste (?) la 30 decembrie 1947, seminarul teologic a fost transformat în școală medie de fete (traducere din rusă a ceea ce era liceul), paralel cu vechiul liceu denumit școală medie de băieți. Se vor face apoi școli medii mixte în anul 1956. Au mai existat și două școli de meserii.
După dezvoltarea industrială a orașului au mai apărut alte cinci licee industriale, un liceu pedagogic și unul sanitar, culminând cu anii '90 prin dezvoltarea și a învățământului superior, „Universitatea Constantin Brâcoveanu”, „Universitatea Spiru Haret”, secții ale „Universitații Tehnice Pitești”.

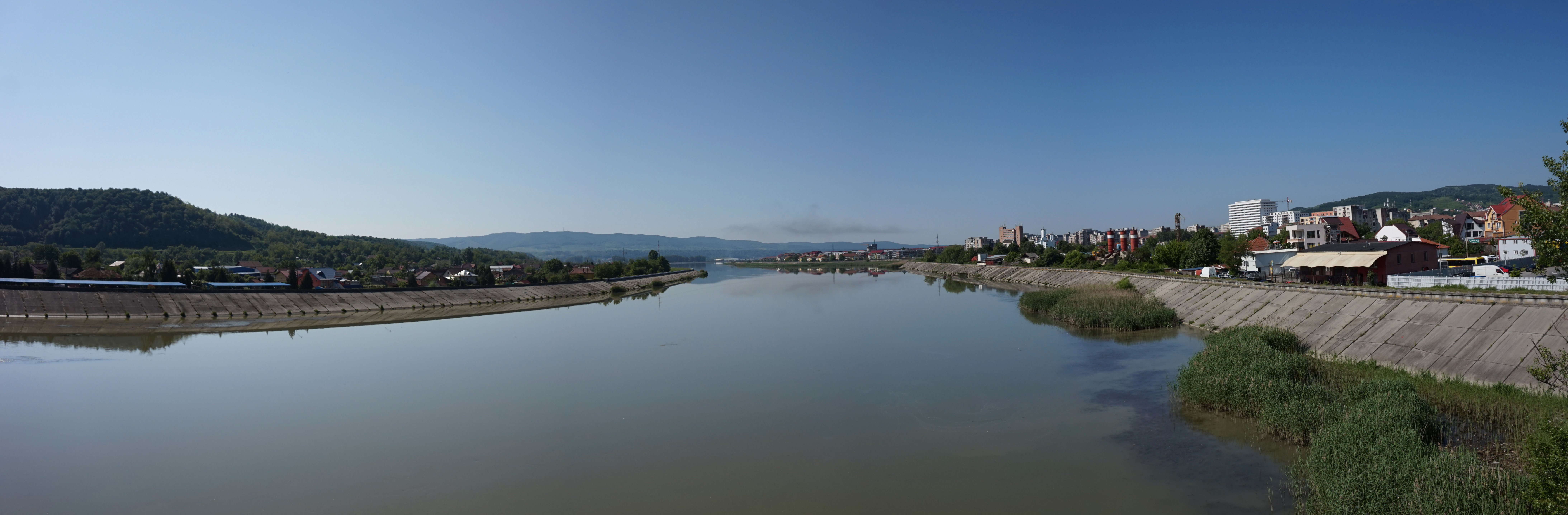
Oltul la Râmnicu Vâlcea

### Perioada comunistă
Schimbări importante în viața economică a orașului până prin anii '50 nu prea au fost semnalate. Atunci, pe lângă fabricile de cărămidă, atelierele meșteșugarilor adunate după anul 1948 în cooperative meșteșugărești, apare în Râmnicu Vâlcea o fabrică de placaje din lemn cuplată cu una de mobilă cu denumirea de „Combinatul de prelucrarea lemnului”. După anul 1989 prin privatizare acesta a falimentat datorită unui management care nu a putut face față pieței, piață în care au apărut o serie de făbricuțe (IMM-uri) care produc ceea ce cere consumatorul: ceva fiabil, aspectuos și ce este mai important, ieftin. De asemenea, fabrica de piele și încălțăminte „Simianu”, naționalizată și redenumită „11 iunie”, se dezvoltă. Și aceasta după '89 tot datorită noilor IMM-uri și-a redus substanțial producția. A apărut și o fabrică de conserve, inițial numai pentru valorificarea fructelor din zonă (marmelade și dulcețuri), apoi și pentru prelucrarea legumelor și carne, unitate care se menține.
La început pe teritoriul orașului Ocnele Mari, apoi prin reorganizări teritoriale la Râmnicu Vâlcea, a luat ființă „Uzina de Sodă Govora” în anul 1954. Denumirea de „Govora” se datorează faptului că CFR-ul dăduse denumirea de Halta Govorii pentru stația care deservea stațiunea Băile Govora aflată la 12 km. De fapt localitatea componentă se numește Stolniceni. Această uzină va constitui prima întreprindere care a pus baza platformei petro-chimice a orașului, care a început să se dezvolte după anul 1970,unul dintre cele mai importante combinate chimice ale României, cunoscut sub denumirea de „OLTCHIM”. Tot pe această platformă industrială se mai află o centrală termo-electică (CET, foarte importantă pentru platformă și pentru oraș aceasta fiind principala furnizoare de energie electrică si termică), o societate metalurgică cu capital francez (fosta Uzină de forje, IUCFOR) și o uzină mecanică (fosta uzină de armament). Trebuie amintite și cele trei hidrocentrale de pe râul Olt.

### Comerț și retail
În ceea ce privește comerțul acesta a fost foarte dezvoltat întrucât localitatea era și este punct de întâlnire a diferitelor drumuri, având și avantajul primei mari așezări din partea de sud întâlnită de neguțătorii veniți din Imperiul austro-ungar în Țara Românească. Apoi, de-a lungul timpului orașul îndeplinind și funcții administrative importante ca reședință de județ, regiune și raion nu a dus niciodată lipsă de o varietate de magazine. S-a ajuns ca în prezent orașul să dispună de mari magazine alimentare și industriale de tip supermarket, hypermarket și mall a unor mari companii cum ar fi Kaufland, Carrefour, Lidl, Profi, Annabella, Flanco, Ambient,Dedeman,Diana etc. și altele locale. Mai sunt depozite de materiale „en gros” și „en detail” cu materiale de construcții, instalații, mobile, etc.
In domeniul serviciilor sunt o serie de ateliere confecționat mobilier, reparații auto, reparații aparatură electrocasnică, aparatură electronică, restaurante și baruri, cofetării și pizzerii, persoane fizice care se ocupă de zugrăvit, pus faianță și gresie.

### Transportul public

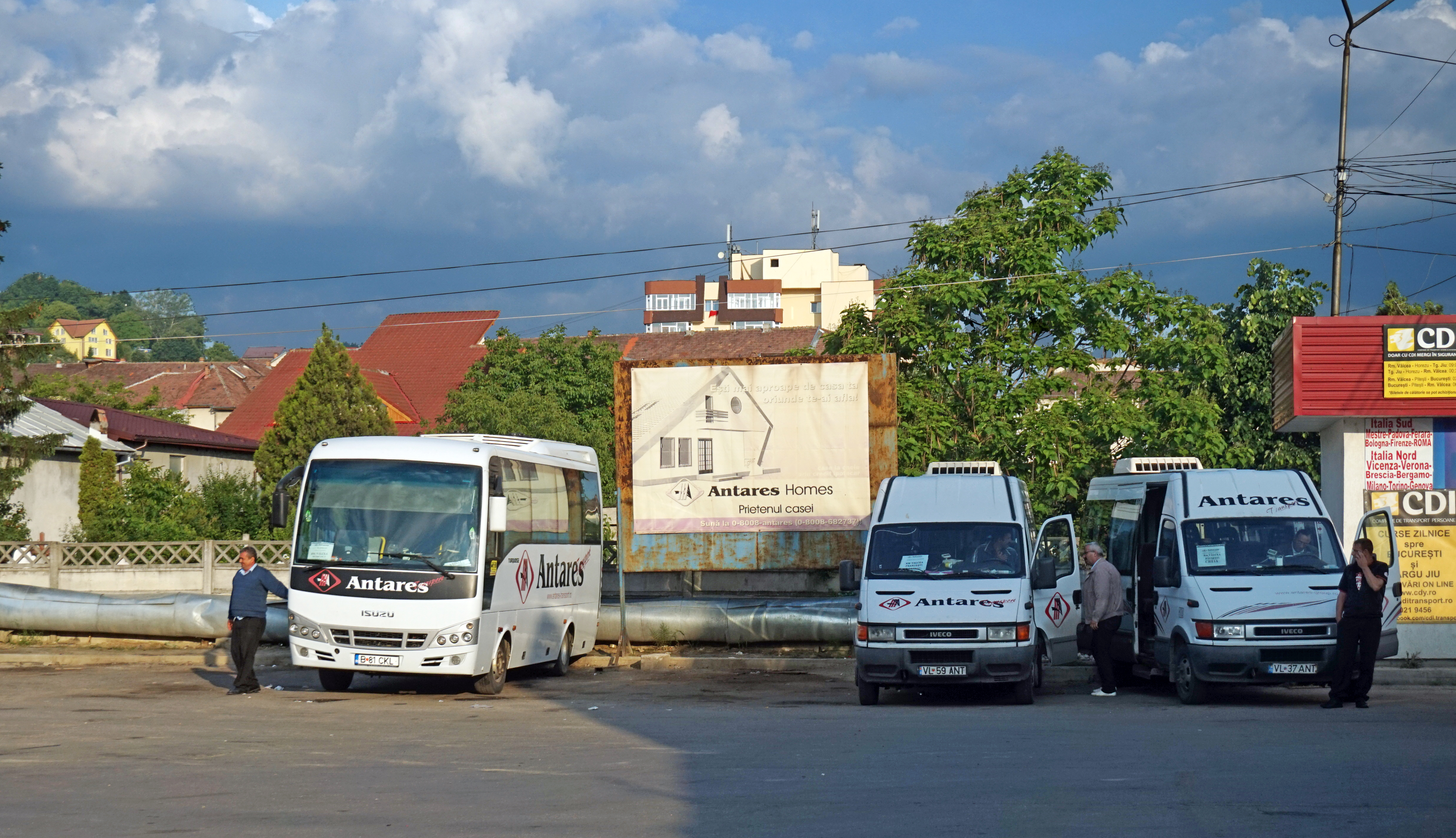
Autobuze ale firmei imobiliare Antares Homes

Transportul în comun se asigură cu autobuze, midibuze și microbuze pe linii fixe și taxi-uri. Acesta se efectuează pe o infrastructură în general bună și în continuă dezvoltare. Principalele artere rutiere sunt: Bulevardul Calea lui Traian, Bulevardul Tudor Vladimirescu, Bulevardul Nicolae Bălcescu, Bulevardul Dem Rădulescu, Bulevardul Tineretului, Bulevardul Pandurilor, Strada General Magheru, Strada Știrbei Vodă, Calea București. Societatea de transport in comun din Râmnicu Vâlcea se numește SC ETA SA, și are în folosință următoarele trasee de transport local:
- 1 Nord-Spitalul nr. 1-Traian-Gară-Râureni-Colonie.
- 3 Nord-Spitalul nr. 1-Traian-Gară-Vlădești.
- 5 Nord-Spitalul nr. 1-Kaufland-Hermes-Ostroveni-Ștrand Ostroveni-Pasarela Sud-Garaj.
- 6 Hermes-Ostroveni-Spitalul nr. 1-Lespezi-Ștraubing-Fedeleșoiu.
- 7 Balneomedcenter Spital Sofianu-Lidl-Ostroveni-Hermes-Spitalul nr. 1-Pasarela Nord-Bujoreni.
- 7S Nord-Spitalul nr. 1-Traian-Hermes-Ostroveni-Ștrand Ostroveni (circulă doar în sezonul estival).
- 8 Nord-Spitalul nr. 1-Traian-Copăcelu-Căzănești-Vilmar.
- 9 Hermes-Ostroveni-Traian-Goranu-Fețeni.
- 18 Nord-Spitalul nr. 1-Traian-Gară-Râureni- Uzina G.
- 110 Nord-Spitalul nr. 1-Traian-Râureni-Oltchim-CET-Electroliza IV.
- 111 Nord-Spitalul nr. 1-Traian-Gară-Râureni-USG.
- 112 Nord-Spitalul nr. 1-Traian-Gară-Copăcelu-Căzănești-Vilmar.
- 113 Vlădești-Copăcelu-Bâlciului-Oltchim-CET-Vilmar.
- 114 Nord -Spitalul nr. 1-Traian-Gară-Copăcelu-Căzănești-Uzina Mecanică.
- 115 Nord-Traian-Gară-Râureni-Oltchim.
- 116 Fedeleșoiu-Lespezi-Ștraubing-Spitalul nr. 1-Copăcelu-Bâlciului-Oltchim -CET-Vilmar.
- 119 Bujoreni-Pasarela Nord-Nord-Traian-Gară-Copăcelu-Bâlciului-Oltchim-CET-Vilmar-Uzina Mecanică.
- 166 Nord-Spitalul nr. 1-Traian-Gară-Garaj.
- 200 Hermes-Kaufland-Traian-Nord-Spitalul nr. 1-Râureni-USG.
- 211 Hermes-Ostroveni-Ștrand Ostroveni-Pasarela Sud-Râureni-USG.
- 212 Hermes-Ostroveni-Ștrand Ostroveni-Pasarela Sud-Râureni-Oltchim -CET-Vilmar.
- 214 Hermes-Ostroveni-Ștrand Ostroveni-Pasarela Sud-Râureni—Oltchim-CET-Vilmar-Uzina Mecanică.
- 215 Hermes-Ostroveni-Ștrand Ostroveni-Pasarela Sud-Râureni-Oltchim.
- 216 Hermes-Ostroveni-Garaj.
- B  Nord-Spitalul nr. 1-Antim Ivireanu-Morilor-Stănciulescu-Buda.
- C  Nord-Spitalul nr. 1-Antim Ivireanu-Inățești-Cartier Petrișor.
- E  Stănciulescu-Morilor-Antim Ivireanu-Râureni-Oltchim-CET-Vilmar.

### Sănătate
Sănătatea populației este asigurată de prezența „Spitalului Județean de Urgență”, Spitalul Municipal, Spitalul de Ginecologie- Obstetrică- Oncologie, „Serviciul de Ambulanță”, „Policlinică”. La aceste se mai adaugă cabinetele medicale individuale a medicilor de familie, policlinici și cabinete private.

## Educație

### Unități de învățământ superior
- Universitatea Constantin Brâncoveanu

### Colegii și licee
- Colegiul Național de Informatică "Matei Basarab"
- Colegiul Național "Alexandru Lahovari"
- Colegiul Național "Mircea cel Bătrân"
- Colegiul Economic
- Colegiul Energetic
- Colegiul de Silvicultură și Protecția Mediului
- Liceul Sanitar "Antim Ivireanul"
- Liceul Tehnologic "Ferdinand I"
- Liceul Tehnologic General Magheru
- Liceul Tehnologic "Căpitan Nicolae Pleșoianu"

### Licee de artă
- Liceul de Artă "Victor Giuleanu"

### Licee teologice
- Seminarul Teologic "Sfântul Nicolae"

## Sport și divertisment
Sportul din Râmnicu Vâlcea a fost reprezentat în special de clubul de handbal feminin CS Oltchim Râmnicu Vâlcea, una dintre cele mai prestigioase cluburi de handbal din România și din Europa. Clubul a câștigat 19 titluri de campioană, 13 Cupe ale României, o Supercupă a României dar și patru titluri europene. Clubul s-a desființat în anul 2013 în urma problemelor financiare. Ulterior a fost fondat clubul de handbal feminin SCM Râmnicu Vâlcea care a moștenit palmaresul.
Baschetul este reprezentat de echipa masculina CS Râmnicu Vâlcea. 
Fotbalul a fost reprezentat de clubul CSM Râmnicu Vâlcea, club care a evoluat în Liga a II-a.1973 Chimia Râmnicu Vâlcea a câștigat Cupa României la fotbal, jucând după aceea in cupele europene . Alte cluburi sportive din oraș includ clubul de volei feminin CET Govora C.N.M.B.
Petrecerea timpului liber se poate face vizitând „Biblioteca Județeană Antim Ivireanu” (clădire nouă), Filarmonica „Ion Dumitrescu”, Teatrul Municipal „Ariel”, Teatrul „Anton Pann” (clădire nouă), Cinema „Ostroveni”, Muzeul de artă „Casa Simian”, Muzeul Județean de Istorie, Muzeul Satului Vâlcean, Parcul „Zăvoi”, Grădina Zoologică, Ștrandul Ostroveni (apă sărată și dulce).
Orașul are și 3 parcuri moderne finanțate din fonduri europene cu piste de skateboard,tiroliane și multe altele: Parcul Ștrirbei Vodă; parcul Ostroveni ; parcul trei lacuri(cel mai frumos parc din România) .
Orașul este plin de locuri de joacă pentru copii moderne.
Orașul e unul dintre cele mai frumoase orașe din țară.

## Demografie
Componența etnică a municipiului Râmnicu Vâlcea
     Români (85,87%)
     Romi (1,26%)
     Alte etnii (0,2%)
     Necunoscută (12,67%)
Componența confesională a municipiului Râmnicu Vâlcea
     Ortodocși (84,23%)
     Alte religii (1,79%)
     Necunoscută (13,98%)
Conform recensământului efectuat în 2021, populația municipiului Râmnicu Vâlcea se ridică la 93.151 de locuitori, în scădere față de recensământul anterior din 2011, când fuseseră înregistrați 98.776 de locuitori. Majoritatea locuitorilor sunt români (85,87%), cu o minoritate de romi (1,26%), iar pentru 12,67% nu se cunoaște apartenența etnică. Din punct de vedere confesional, majoritatea locuitorilor sunt ortodocși (84,23%), iar pentru 13,98% nu se cunoaște apartenența confesională.
020.00040.00060.00080.000100.000120.00019121948196619922011populațiePopulația istorică din Râmnicu Vâlcea
Date: Recensăminte sau birourile de statistică - grafică realizată de Wikipedia

## Politică și administrație
Municipiul Râmnicu Vâlcea este administrat de un primar și un consiliu local compus din 23 consilieri. Primarul, Mircia Gutău[*], de la Partidul Social Democrat, este în funcție din 2016. Începând cu alegerile locale din 2024, consiliul local are următoarea componență pe partide politice:
|  | Partid                          | Consilieri | Componența Consiliului | Componența Consiliului | Componența Consiliului | Componența Consiliului | Componența Consiliului | Componența Consiliului | Componența Consiliului | Componența Consiliului | Componența Consiliului | Componența Consiliului | Componența Consiliului | Componența Consiliului |
|  | ------------------------------- | ---------- | ---------------------- | ---------------------- | ---------------------- | ---------------------- | ---------------------- | ---------------------- | ---------------------- | ---------------------- | ---------------------- | ---------------------- | ---------------------- | ---------------------- |
|  | Partidul Social Democrat        | 12         |                        |                        |                        |                        |                        |                        |                        |                        |                        |                        |                        |                        |
|  | Partidul Național Liberal       | 5          |                        |                        |                        |                        |                        |                        |                        |                        |                        |                        |                        |                        |
|  | Alianța pentru Unirea Românilor | 4          |                        |                        |                        |                        |                        |                        |                        |                        |                        |                        |                        |                        |
|  | Alianța Dreapta Unită           | 2          |                        |                        |                        |                        |                        |                        |                        |                        |                        |                        |                        |                        |

Pentru a vedea foștii edili ai orașului vezi Lista primarilor din Râmnicu Vâlcea.

## Monumente
- Biserica Toți Sfinții din Râmnicu Vâlcea
- Biserica ”Cuvioasa Paraschiva” din Râmnicu Vâlcea
- Monumentul Independenței din Râmnicu Vâlcea

## Personalități
- Gheorghe I. Lahovary (1838 – 1909), inginer, scriitor, membru de onoare al Academiei Române;
- Petre Stoica (n. 1949), profesor universitar, membru de onoare al Academiei Române, membru al Academiei Regale din Suedia;
- Eugen I. Angelescu (1896 - 1968), chimist, membru titular al Academiei Române;
- Petre Alexandru (1898 – 1978), solist de muzică populară și ușoară;
- Iustinian Marina (1901 - 1977), patriarh;
- Octav Livezeanu (1902 - 1975), om politic;
- Bartolomeu Anania (1921 - 2011), mitropolit;
- Constantin Mateescu (1929 - 2021), scriitor, autor al unor volume dedicate Râmnicului;
- Dorel Zugrăvescu, (1930 - 2019), geofizician, membru corespondent al Academiei Române;
- Dem Rădulescu (1931 – 2000), actor, comedian, profesor universitar;
- Profesor Dumitru Anescu (1935 - 2008), observator federal, antrenorul echipei de fotbal, câștigătoare a Cupei României în 1973, cea mai mare performanță a fotbalului vâlcean[necesită citare][judecată de valoare];
- Eugen Florescu (1935 - 2008), demnitar comunist;
- Horia Moculescu, (n. 1937), compozitor;
- Lucia Moraru (1937 - 2024), realizator de radio
- Nicolae Manolescu (1939 - 2024), academician, critic literar, editorialist, eseist, istoric literar, politician;
- Doru Moțoc (1939 - 2023), dramaturg, prozator, poet, eseist, publicist;
- Eugen Negrici (n. 1941), critic, istoric literar, stilistician, profesor de literatură română contemporană;
- Smaranda Oțeanu-Bunea (n. 1941), compozitoare, muzicolog, critic muzical
- Gabriel Liiceanu (n. 1942), filozof, scriitor;
- Nicolae Dinescu (1943 - 2023), fotbalist, jurnalist;
- George Țărnea, (1945 – 2003), poet, jurnalist;
- Coca Bloos (n. 1946), actriță;
- Marian Papahagi (1948 – 1999);
- Ion Crăciunescu (n. 1950), arbitru;
- Paul Păcuraru (n.1950), senator, ministru;
- Mariana Târcă (n. 1950), antrenoare handbal;
- Traian Ștefan Boicescu (n. 1957), artist vizual român. Opera sa artistică include lucrări de tapiserie, pictură, grafică, etc.;
- George Chirca (1959), jurnalist, fondatorul primului post de radio din provincie, după '89, Radio Metronom;
- Cătălin Ștefănescu (n. 1968), realizator TV;
- Augustus Constantin (n. 1974), arbitru de fotbal;
- Marius Rizea (n. 1975), actor;
- Alexandru Papadopol (n. 1975), actor;
- Ionela Târlea (n. 1976), vicecampioană olimpică atletism și campioană mondială atletism;
- Paul Viorel Dinu, (n. 1977), Antrenor Emerit, decorat de Presedintele României cu Ordinul Meritul Sportiv, multiplu Campion Național, European și Mondial de Karate Shotokan, Maestru Emerit al Sportului;
- Adrian Dulcea (n. 1978), fotbalist;
- Bogdan Simion (n. 1991), muzician specializat în folclor;
- Ionuț Alexandru Budișteanu (n. 1993), informatician;
- Darius Florin Brăguși (n. 1992), tenismen;
- Florin Borța (n. 1999), fotbalist;
- Bogdan-Daniel Deac (n. 2001), mare maestru la șah.
- Piloiu Ion (n. 1935) (d. 2021), folclorist.

## Galerie de imagini

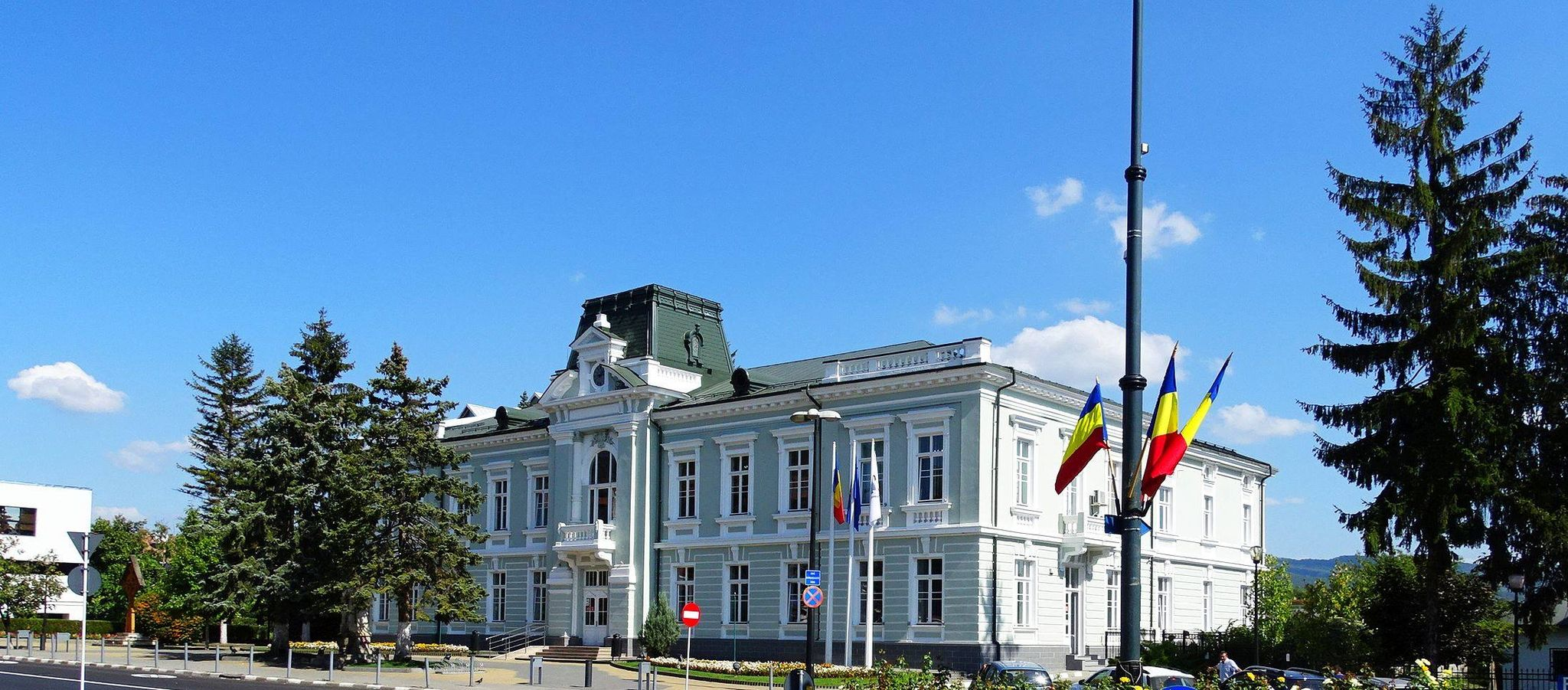
Primăria orașului
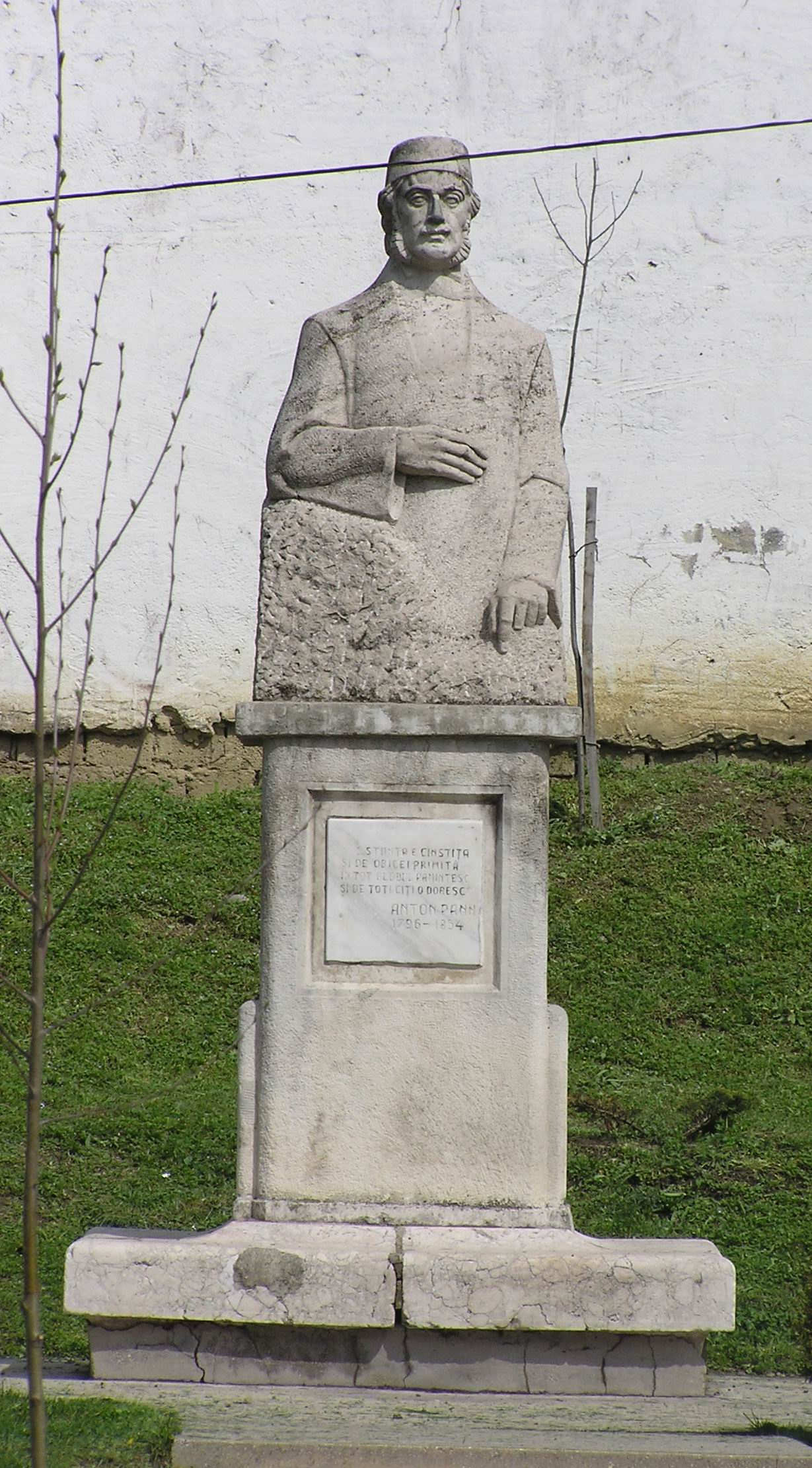
Bustul lui Anton Pann
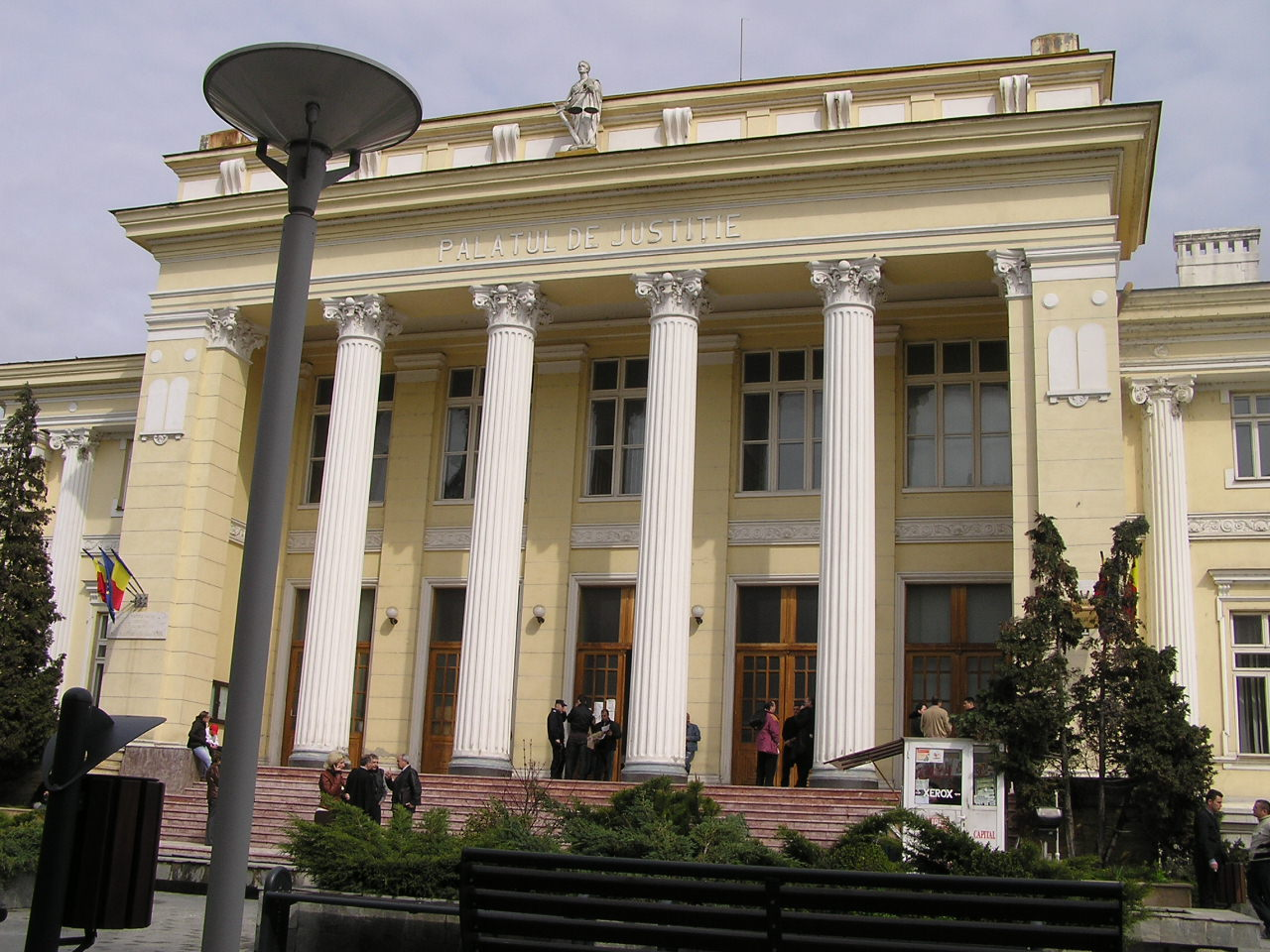
Palatul de Justiție
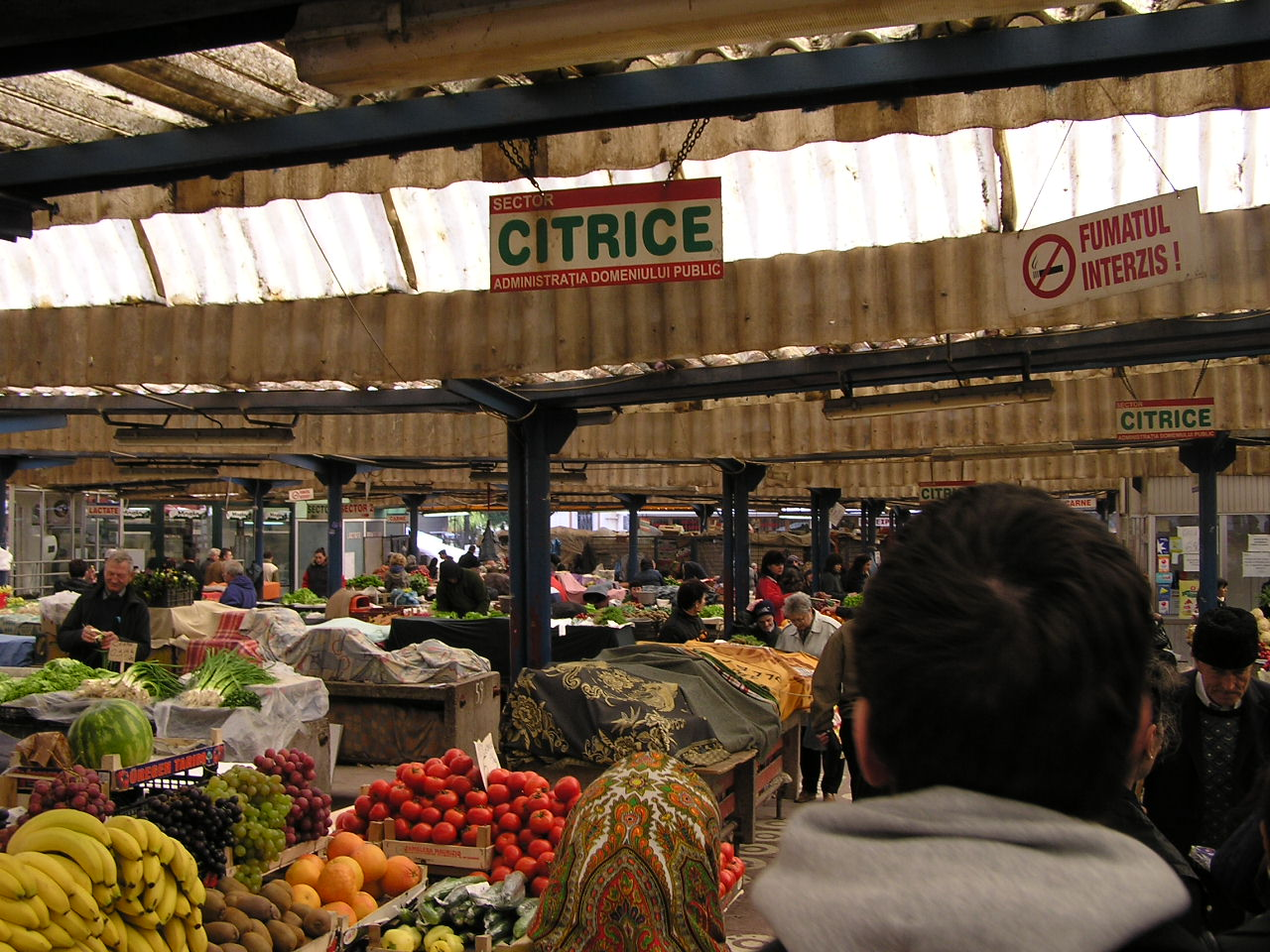
Piața centrală
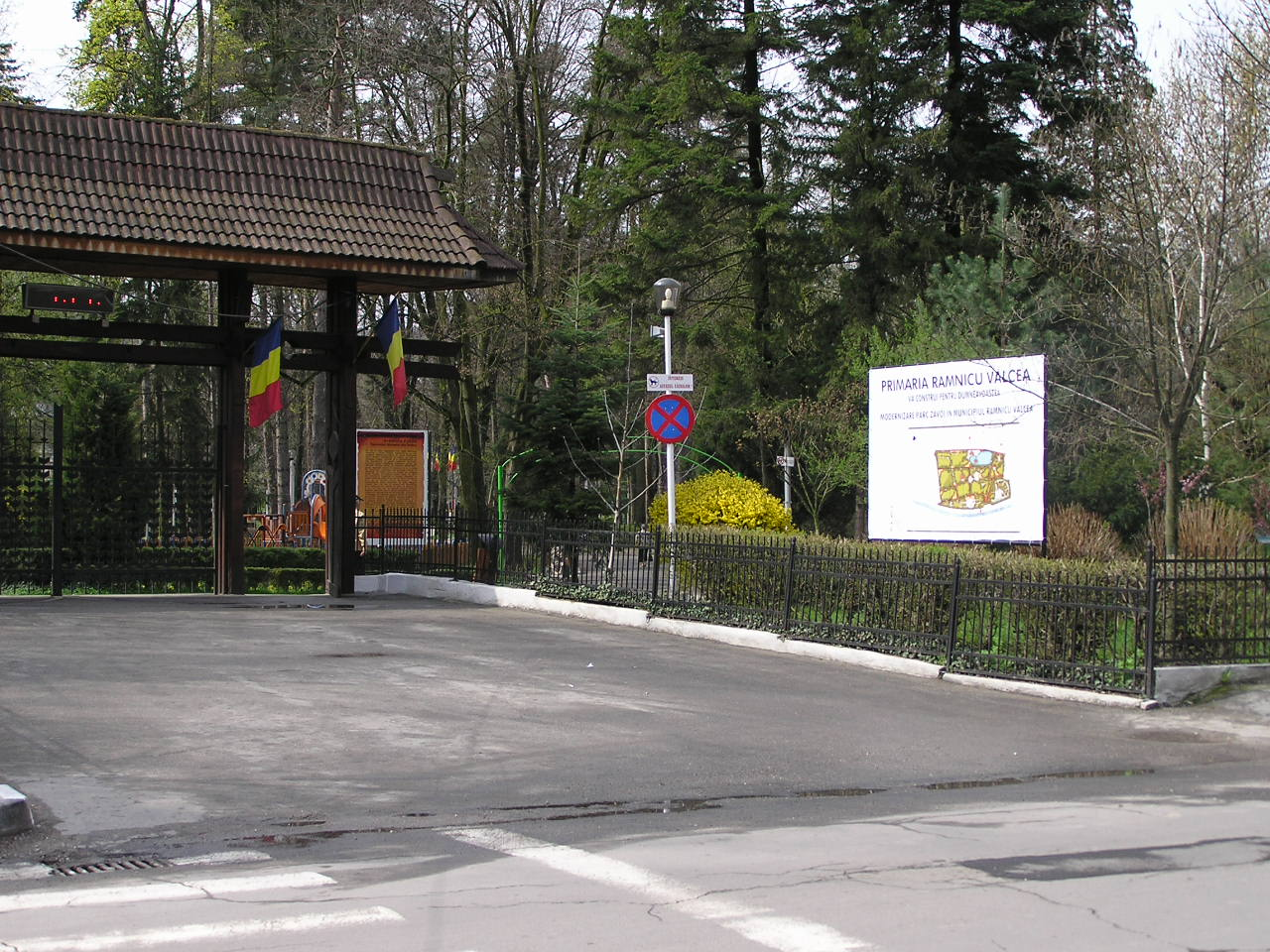
Intrare în parcul „Zăvoi“
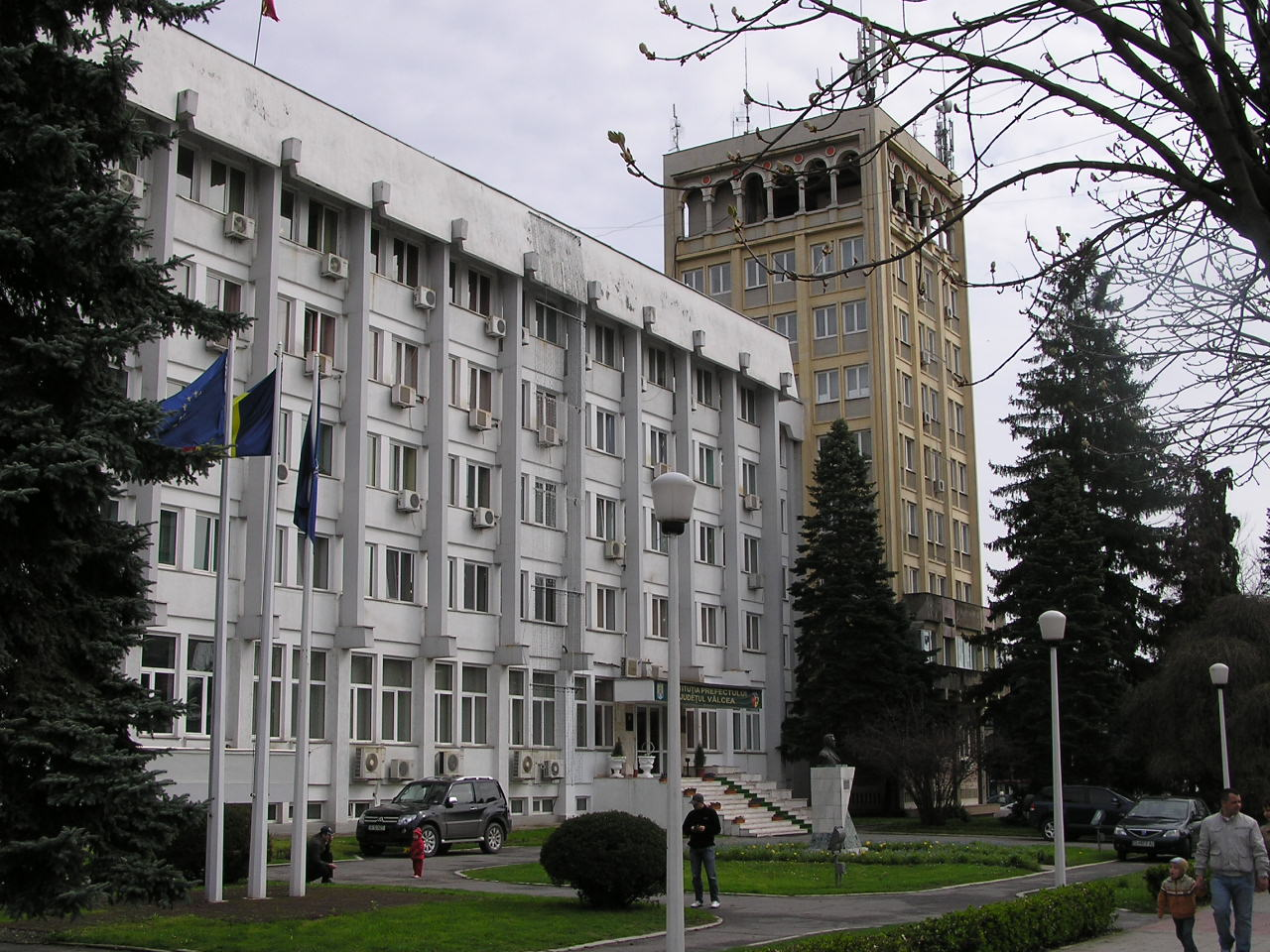
Prefectura județului Vâlcea
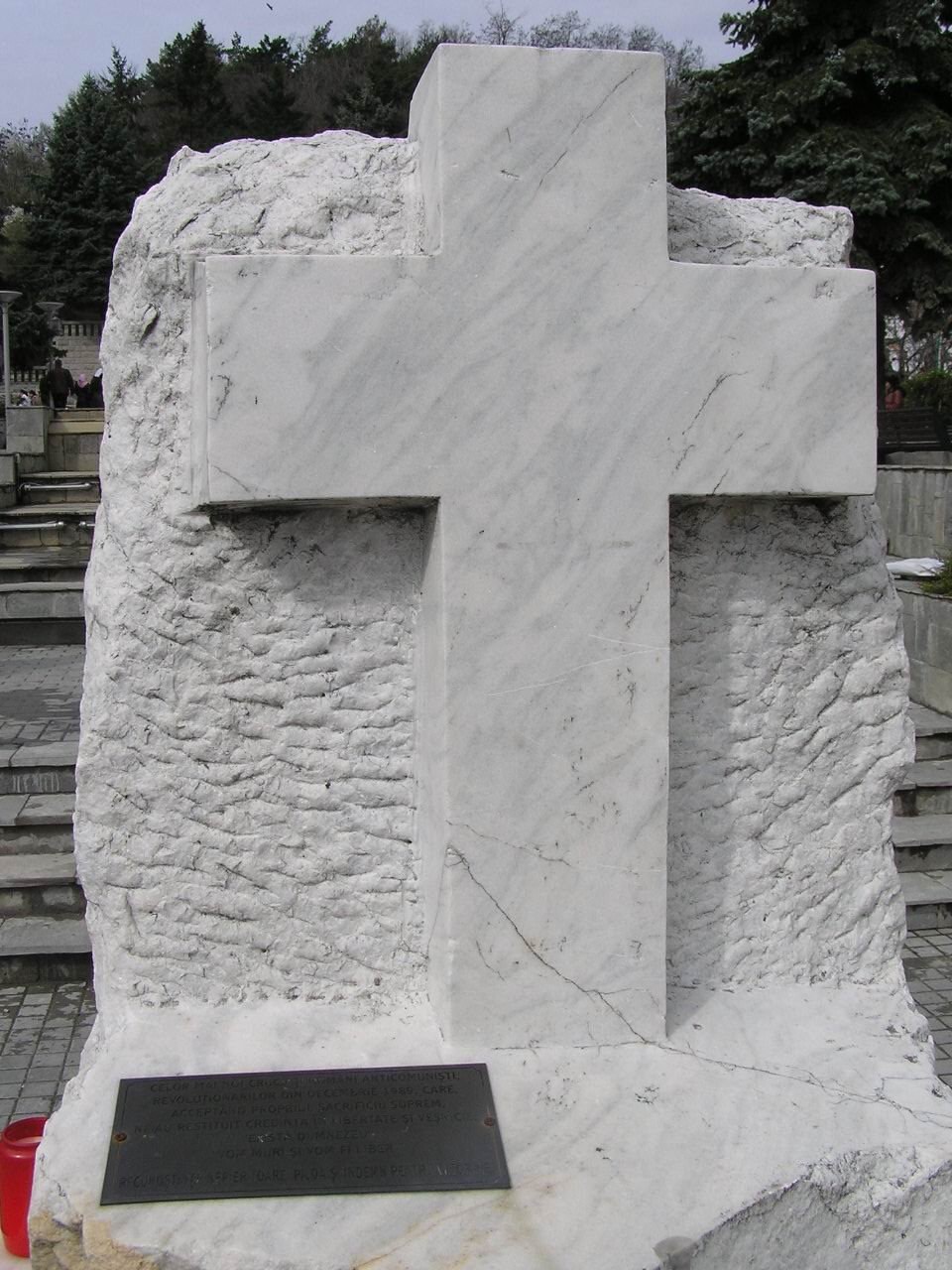
Monument în fața Palatului de Justiție
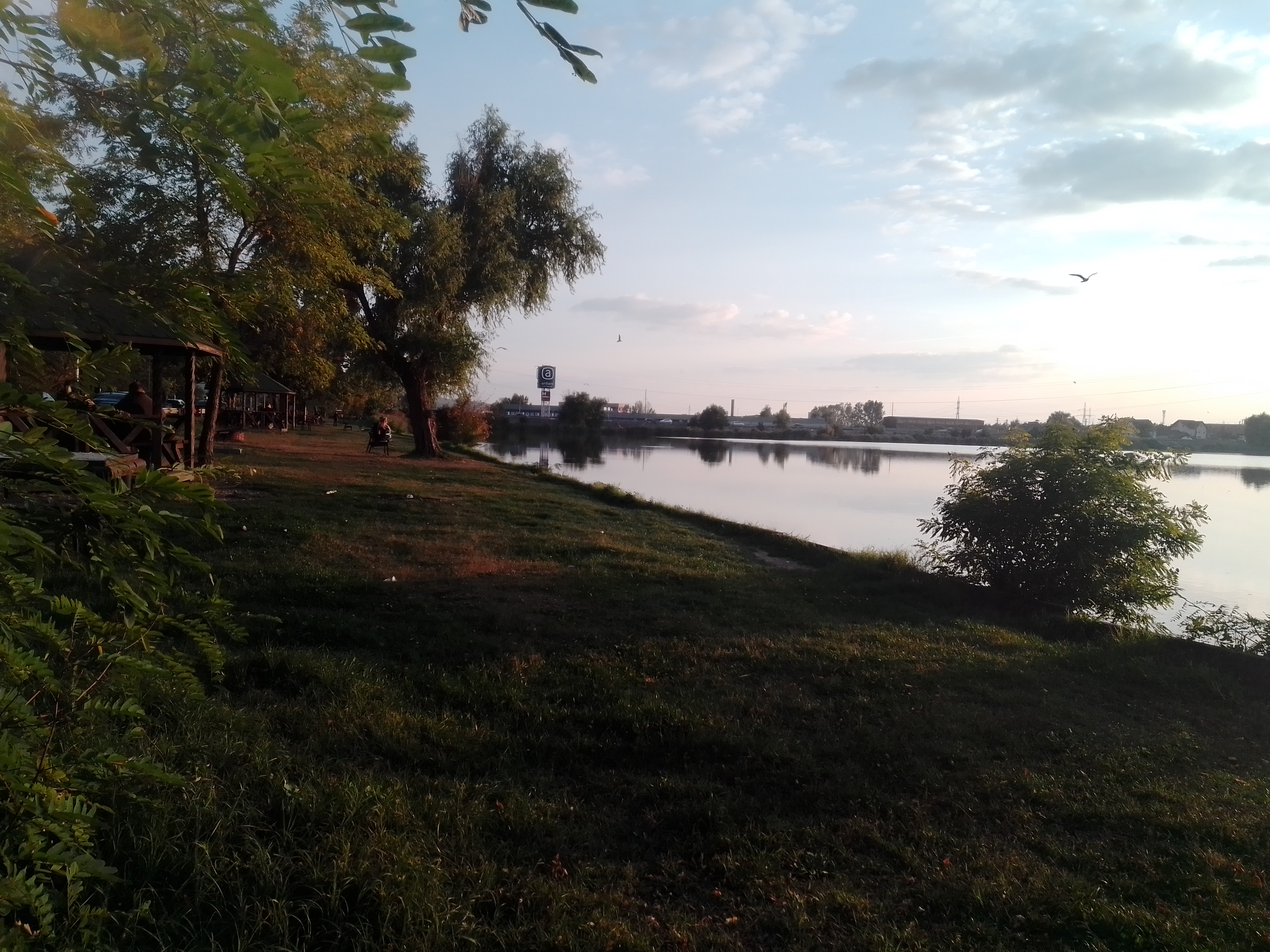
Lacul Ostroveni din cartierul Ostroveni Sud din Râmnicu Vâlcea